# Саркисян, Ашот Иванович
Ашот Иванович Саркисян (20 октября 1959, Махачкала, РСФСР) — армянский режиссёр, сценарист, актёр, продюсер.

## Биография
В 1991 году закончил кинорежиссёрский факультет Киевского государственного института театрального искусства им. И. К. Карпенко-Карого. В 1979 году закончил Разданский Индустриально-технологический техникум, по специальности теплотехник.
В 1979-81 служил в Советской Армии в строительных войсках в городе Комсомольск-на-Амуре Хабаровского края. В 1981 году работал контролером в Производственном объединении Разданмаш. 1981-84 годах работал в отделе Районном доме культуры методистом, начальником Автоклуба. 1975—1984 г.г был актером Разданского народного театра. С 1992 года художественный руководитель и директор Разданского драматического театра. С 1992 года режиссёр-постановщиком в киностудии Арменфильм.
Женат, имеет двух дочерей.

## Награды
- 1995 — Гран-при на Республиканском театральном фестивале (Лори−95) за спектакль «Маскарад»
- 1997 — Гран-при на Республиканском театральном фестивале (Лори−97) за спектакль «Король»
- 2010 — третье место в Республиканском театральном фестивале (Театр-Х) за спектакль «Зарубежные сказки»
- 2013 — второе место в Республиканском театральном фестивале (Театр—Х) за спектакль «Фазан»
- 2014 — кинопремия (АЙАК) за лучший документальный фильм года — «Письмо к матери»
- 2016 — награждён золотой медалью Министерство культуры Армении, за заслуги театральном области.
- 2017 — второе место в Международном фестивале Арм Фест, за спектакль «Сако Лорийский».

## Постановки
- 1992 — Сказки — О. Туманян
- 1993 — Храбрый Назар — Д. Демирчян
- 1995 — Маскарад — М. Лермонтов
- 1996 — Король — А. Латуада
- 1997 — Сказки — Братья Гримм
- 1998 — Безумный, безумный любовь — С. Халатян (театр им. О Абеляна)
- 1999 — У обочина дороги — А. Саркисян
- 2000 — Собрание мышей — А. Хнкоян
- 2002 — Минас — А. Саркисян
- 2005 — Храбрый Назар — Д. Демирчян (2-й вариант)
- 2006 — Советская элегия — А. Саркисян
- 2007 — Басни — И.Крилов
- 2008 — Сториказа и муравей — И.Крилов
- 2009 — Смерть Кикоса — О. Туманян
- 2010 — Японские сказки
- 2011 — Фазхан — А .Бакунц
- 2012 — Басни В. Айгекци и М. Гошь
- 2013 — Собака и кот, Конец зла, Капля меда — О. Туманян
- 2014 — Сако Лорийский — О.Туманян
- 2017 — Осенное солнце — Г.Матевосян.

## Сыгранные роли
- 1975 — Женатый жених — Г.Слободюк
- 1976 — Сказки Туманяна — Киракос
- 1977 — Хорошо — Сисак Смбатич
- 1978 — Храбрый Назар — Назар
- 1979 — Семья преступника — Дон Фернандо
- 1981 — Отелло — Венецианский дож
- 1982 — Без урода — Красавец Серж
- 1983 — Украденное счастье — Шлема
- 1985 — Ричард 3-й — Ричард
- 1985 — Отелло — Отелло
- 1986 — Дядья Ваня — Астров
- 1986 — Ревизор — Городничий
- 1987 — А по утру они проснулись — Старик
- 1990 — Стойте судь идет — Нимаер
- 1995 — Храбрый Назар — Певец
- 2017 — Осеннее солнце — Симон

## Фильмография

### Режиссёр
- 1989 — Угар (дипломный фильм)
- 2002 — Солак (документальный фильм)
- 2002 — Мармарик (документальный фильм)
- 2003 — Агавнадзор (документальный фильм)
- 2007 — Советская элегия (фильм спектакль)
- 2013 — Письмо к матери (документальный фильм)
- 2018 — Банька по белому (киноклип)

### Кинороли
- 1988 — Вестерн — Бармен
- 1989 — Поговорки — Мужик
- 1989 — Береберебе — Шарлемань
- 2017 — Щенок — Партком

### Сценарий
- 1989 — Угар
- 2007 — Советская элегия
- 2013 — Письмо к матери
- 2018 — Банка по белому

### Продюсер
- 2013 — Письмо к матери
- 2018 — Банька по белому